# Fertő–Hanság Nemzeti Park

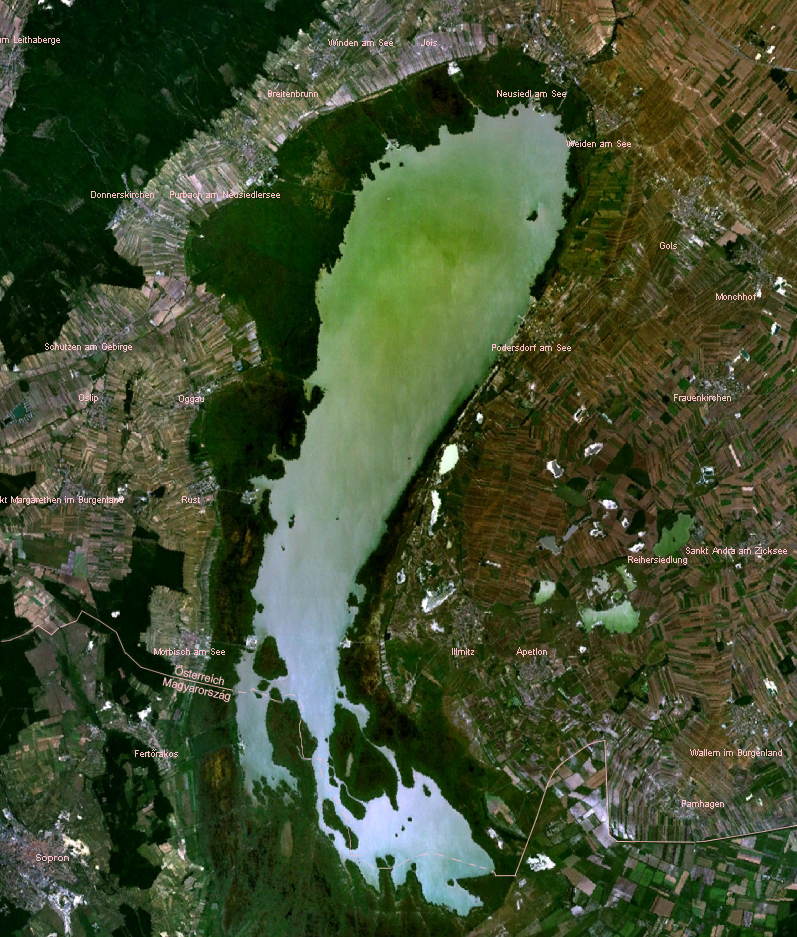
A Fertő tó a NASA műholdas felvételén

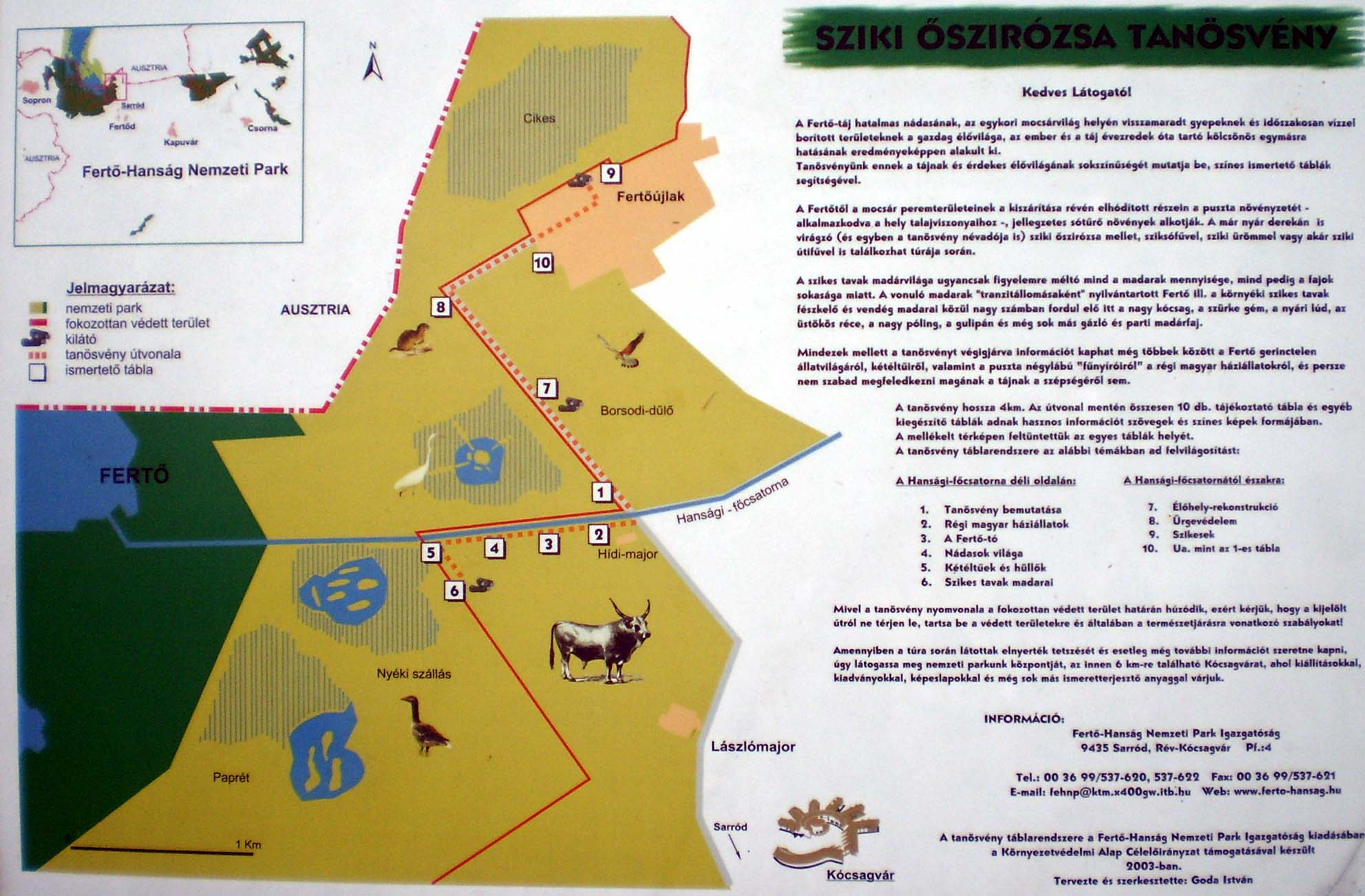
A „Sziki őszirózsa” tanösvény táblája

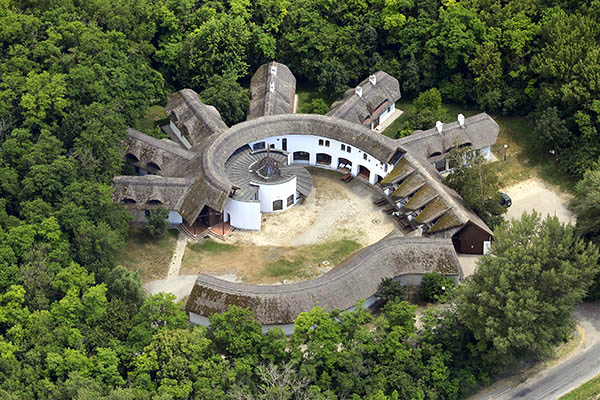
Fertő-Hanság Nemzeti Park, Rév-Kócsagvár

A Fertő–Hanság Nemzeti Park Magyarország  északnyugati területén fekszik. Elődje a Fertő tó Nemzeti Park volt, mely 1991-ben jött létre a Fertő tó Tájvédelmi Körzet átszervezésével, mai nevét pedig 1994-ben kapta, amikor hozzácsatolták a Hanság Tájvédelmi Körzetet. 1994. április 24-én került sor a szomszédos ausztriai területeken létrejött nemzeti parkkal közös megnyitó ünnepségre.
A Fertő-táj nemzetközi elismertségét bizonyítja, hogy 1979-ben bioszféra rezervátummá nyilvánították, 1989-től pedig a Ramsari Egyezmény nemzetközi jelentőségű vadvizei között is számon tartják.
A Fertő–Hanság Nemzeti Park területe Magyarországon 23 731 hektár, míg Ausztriában a Neusiedler See – Seewinkel Nemzeti Park 10 500 hektár, a hazai park igazgatósága Sarródon, a Kócsagvárban van, míg az osztrák parké Illmicben található.
A terület természetvédelmi értékei komoly veszélyben vannak, mert a turistaforgalom növelése érdekében egy hatalmas beruházás kezdődött el 2020-ban a park magyarországi területén.  Annak ellenére, hogy az osztrákokkal közös világörökségi helyszínről van szó, a kormány nem konzultált az építkezésről sem Ausztriával, sem az UNESCO-val.

## A nemzeti park területei

### A Fertő
A Fertő (vagy Fertő tó) Közép-Európa harmadik legnagyobb tava és a kontinentális síkvidéki sós tavak legnyugatibb képviselője. Kb. 20 ezer évvel ezelőtt, kéregmozgások és jégkorszaki szelek hatására jött létre. Felülete: 310 km2. Sekélysége miatt (átlagos vízmélysége 1 méter) területe tág határok között változik, a történelem során többször kiszáradt, legutóbb az 1868-1872 közötti években. A vízszint ingadozásában nagy szerepet játszik a szél, az itt uralkodó É-ÉNy-i szelek a hozzávetőlegesen É-D hossztengelyű tómederben a vizet a déli, a ritkább, de jellemző déli szelek az északi részekre tolják. Ilyenkor  a vízszint néhány óra alatt akár 50–80 cm-t változhat. A vízben magas a sótartalom, mintegy 2 kg köbméterenként.  A 20. század első harmadában a tó és a vele vízrajzilag összefüggő Hanság lecsapolása és szabályozása miatt a tópart mentén, főleg a déli oldalon gyors ütemben elnádasodott. Ez a folyamat mára jelentősen lelassult, de nem állt meg.
Ez a környezet sok vízimadárnak biztosít megfelelő életfeltételeket. Fészkel itt nagy kócsag, bíbic, kanalasgém és  nyári lúd. Madárvonulás idején megjelennek a cankók, partfutók, énekesmadarak. Ritka madarak is előfordulnak, mint a vörösnyakú lúd, vörös gém, réti sas és a kékes rétihéja. A tó legértékesebb halai a réti csík, a csuka, a lápi póc, a compó és a garda.
A tó nyugati részén, a pusztai réteken ritka növényeket láthatunk, itt él a Boldogasszony papucsa (másik nevén rigópohár), a légybangó, a pókbangó, a tarka és a törpe nőszirom. Sok védett lepkefaj talált a területen élőhelyet, például a nagy pávaszem, a tölgyfaszender, a sápadt szemeslepke vagy a halálfejes lepke. A Kistómalmi-láprét értékes jégkorszaki maradványokat őrzött meg, a lápi hízókát és a mocsári nőszőfüvet.
A tó keleti vidékén szikes puszták találhatók, amelyek jellegzetes növényei a fertői mézpázsit, a sziki sóballa, a sziki őszirózsa. A területek karbantartása a hagyományos magyar háziállatokból álló állatállomány feladata. Él a területen rackajuhnyáj, szilajon tartott bivaly és magyar szürke marha-gulya.
A Fertő ritka hüllője a fokozottan védett rákosi vipera vagy más néven parlagi vipera. A tó partján gyakran találkozhatunk a szintén védett vízisiklóval is.

### A Hanság
A Hanságot a szél felszínformáló munkája alakította ki a folyók homokos-kavicsos hordalékának lerakása után. Területét a múlt század elején épített Hanság-főcsatorna osztja ketté.
A Kapuvári-Hany erdőinek rovar- és hüllővilága gazdagabb; itt él például az elevenszülő gyík. A Lébényi-Hanyra a kiszáradó láprétek jellemzők; rajtuk kosborok nyílnak. A területen fészkel a védett túzok, és néha látható itt  a veszélyes parlagi vipera is. Ligeterdeinek lakója a kabasólyom, az erdei fülesbagoly és macskabagoly.
A megmaradt tavak adnak otthont a gazdag vízivilágnak. Bennük is él a lápi póc és a compó. A nádasokban bölömbika fészkel. A mosonbánfalvai Fehér-tó  környékén él a ritka patkányfejű pocok.
2001-ben a Nyirkai-Hany újraárasztásával megkezdődött a Hanság egy részének rehabilitációja.

## Tájvédelmi körzetek
- Soproni Tájvédelmi Körzet
- Pannonhalmi Tájvédelmi Körzet
- Szigetközi Tájvédelmi Körzet

## Természetvédelmi területek
- Nagycenki Hársfasor Természetvédelmi Terület: Széchenyi István nagyszülei, gróf Széchényi Antal és Barkóczy Zsuzsanna telepítették ezt a 40 méter széles és 2,5 km hosszú fasort, az 1750-es években. Eredetileg 645 kislevelű hárs szegélyezte a sétányt, mára ezek egy része maradt csak meg, köztük sok a beteg, odvas példány.
- Pannonhalmi Arborétum Természetvédelmi Terület: az arborétum az apátsági műemlék-együttes szerves folytatása. Különlegessége, hogy a hegy északkeleti, meredek lejtőjére telepítették. Ma mintegy 400 növényfajt gondoznak benne.
- Soproni Botanikus Kert Természetvédelmi Terület: a botanikus kert elsődleges célja az erdészeti oktatás és kutatás segítése. A legnagyobb érték itt a tűlevelű gyűjtemény, közte a japán nikkonfenyő és a mandzsu jegenyefenyő.
- Ikva-menti láprét Természetvédelmi Terület
- Liget-patak menti láprét Természetvédelmi Terület

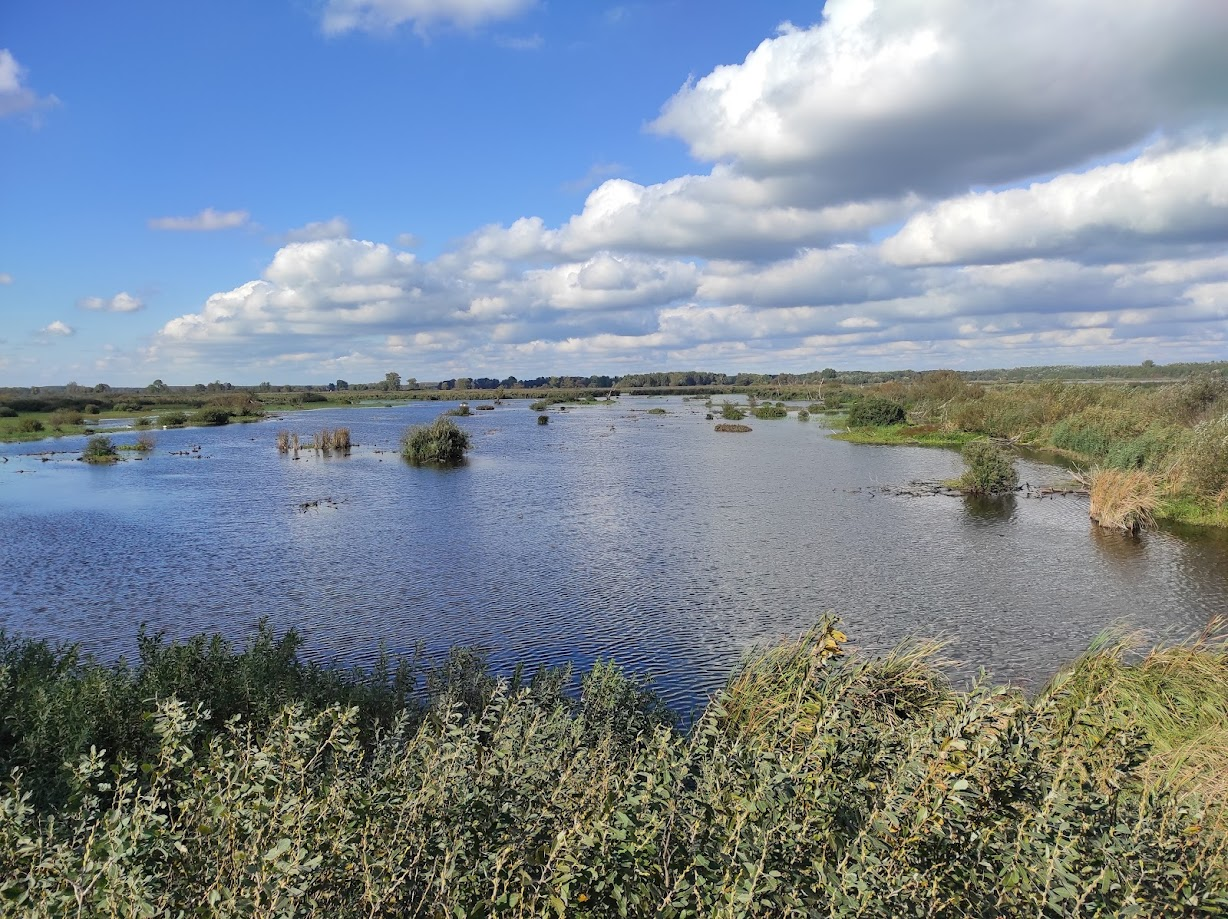
Az osli hany

- Az osli hanyBécsi-domb Természetvédelmi Terület

## Állatvilág
- Vörös gém
- Üstökösgém
- Üstökösréce
- Sárjáró
- Rákosi vipera
- Fecskefarkú lepke
- Kék pásztor
- Vízipásztor
- Pataki szitakötő
- Erdei szitakötő
- Mocsári béka
- Imádkozó sáska
- Vérfűboglárka
- Zanótboglárka
- Mocsári teknős
- Rablópille
- Zöld levelibéka
- Kecskebéka
- kanalas réce
- Hód
- Gólyatöcsök
- Fehérgólya
- Apró légivadász
- Kéksávos légivadász
- Ritka hegyiszitakötő
- Rétisas
- Nyári lúd
- Nádiposzáta
- Nagy kócsag
- Parti lile
- Jégmadár
- Gyurgyalag
- Gulipán
- Dankasirály
- Billegetőcankó
- Barna rétihéja
- Barkóscinege
- Kékbegy
- Fácán
- Sárszalonka
- Bíbic
- Barna tűzlepke
- Barna varangy
- Díszes légivadász
- Foltos szalamandra
- Gyászlepke
- Kis színjátszólepke
- Lápi szitakötő
- Nádrontó lepke
- Nagy rókalepke
- Óriás szitakötő
- Orvosi pióca
- Tarkaszövő
- Farkasalmalepke
- Bengeboglárka
- Esti pávaszem
- Dunavirág
- Kis hőscincér
- Zegzugos púposszövő
- Feketelábú szitakötő
- Lápi póc
- Nagy foltosrabló
- Pézsmacincér
- Szegélyes vidrapók
- Szongáriai cselőpók
- Tüskés pikó

## Külső hivatkozások
- A Fertő-Hanság Nemzeti Park honlapja
- A NP bővebb bemutatása
- Fertő tó Wiki (németül)
- KvVM TIR Fertő-Hanság Nemzeti Park interaktív térkép
- Fertő-Hanság Nemzeti Park leírása